# Erdbeben bei Puerto Rico 2020
Das Erdbeben bei Puerto Rico ereignete sich am 7. Januar 2020 um 04:24 Uhr Ortszeit etwa 20 Kilometer südwestlich der Großstadt Ponce. Bei dem Beben mit der Momenten-Magnitude 6,4 Mw kam eine Person ums Leben, neun weitere wurden verletzt.

## Tektonischer Hintergrund
Puerto Rico liegt an der Plattengrenze zwischen der Nordamerikanischen Platte und der Karibischen Platte auf der Puerto-Rico-Jungferninseln-Mikroplatte und damit gleichsam in der Knautschzone zwischen den beiden großen tektonischen Platten. Die Nordamerikanische Platte bewegt sich mit etwa 20 Millimeter pro Jahr in südsüdwestlicher Richtung gegen die Karibische Platte und subduziert nördlich von Puerto Rico im Puerto-Rico-Graben. Südlich von Puerto Rico taucht die Kruste der Karibischen Platte im Muertos Graben unter der Insel ab. Die beobachteten Daten deuten darauf hin, dass die Beben vom Januar 2020 tektonische Ereignisse innerhalb der Karibischen Platte darstellen.
Es ereigneten sich hunderte Vor- und Nachbeben, von denen dutzende im Land wahrgenommen werden konnten.

### Vorbeben
Das Hauptbeben vom 7. Januar 2020 war das stärkste Beben einer seit 28. Dezember 2019 aktiven Erdbebenserie an der Südküste Puerto Ricos, ihm gingen mehr als 400 Beben mit Magnituden ≥ 2,0 voraus. Das stärkste Vorbeben ereignete sich am 6. Dezember 2019 um 06:32 Uhr Ortszeit und hatte eine Magnitude von 5,8 mwp. Hier sind jene Vorbeben mit Magnitudenwerten von 4,5 oder höher gelistet:
| Zeitpunkt (UTC)                             | Magnitude | Tiefe | Koordinaten                      | USGS-Eintrag |
| ------------------------------------------- | --------- | ----- | -------------------------------- | ------------ |
| 28. Dezember 2019 22:35:37                  | 4,7 ml    | 06 km | 17° 56′ 13,2″ N, 66° 51′ 57,6″ W | [ 5 ]        |
| 29. Dezember 2019 01:06:00                  | 5,0 ml    | 06 km | 17° 53′ 6″ N, 66° 51′ 50,4″ W    | [ 6 ]        |
| 29. Dezember 2019 01:21:14                  | 4,7 ml    | 03 km | 17° 55′ 51,6″ N, 66° 50′ 9,6″ W  | [ 7 ]        |
| 02. Januar 2020 20:42:02                    | 4,5 ml    | 07 km | 17° 54′ 54″ N, 66° 49′ 58,8″ W   | [ 8 ]        |
| 03. Januar 2020 03:41:15                    | 4,7 ml    | 02 km | 17° 54′ 3,6″ N, 66° 49′ 33,6″ W  | [ 9 ]        |
| 06. Januar 2020 10:32:18                    | 5,8 mwp   | 06 km | 17° 52′ 4,8″ N, 66° 49′ 8,4″ W   | [ 10 ]       |
| 06. Januar 2020 14:51:17                    | 4,9 ml    | 06 km | 17° 54′ 28,8″ N, 66° 47′ 56,4″ W | [ 11 ]       |
| Karte mit allen Koordinaten: OSM \| WikiMap |           |       |                                  |              |

### Hauptbeben vom 7. Januar
Das Hypozentrum des Hauptbebens lag in einer Tiefe von 9 Kilometern. Der mit dem Beben einhergehende Deformationsvorgang zeigte Komponenten einer Blattverschiebung und einer Abschiebung. Mittels Radarinterferometrie wurde festgestellt, dass sich dabei das Bodenniveau westlich von Ponce dauerhaft um bis zu 14 Zentimeter abgesenkt hat. Das Beben, das laut Augenzeugenberichten etwa 30 Sekunden lang die Erde erschütterte, wurde von etwa 100.000 Menschen mit einer Intensität von VII auf der Modifizierten Mercalliskala wahrgenommen. Mehr als zwei Millionen Menschen erlebten das Erdbeben mit einer Intensität der Stufe V oder höher.
Eine ursprünglich ausgegebenen Tsunamiwarnung wurde wieder aufgehoben, es wurde ein kleiner Tsunami von wenigen Zentimetern Höhe beobachtet.
Es war das stärkste Erdbeben auf der Insel seit dem Erdbeben bei Puerto Rico 1918.

### Nachbeben
Es ereigneten sich tausende Nachbeben, mehrere davon mit Magnituden ≥ 5,0. Hier gelistet sind jene mit Magnitudenwerten von 4,5 oder höher:
| Zeitpunkt (UTC)                             | Magnitude | Tiefe | Koordinaten                      | USGS-Eintrag |
| ------------------------------------------- | --------- | ----- | -------------------------------- | ------------ |
| 07. Januar 2020 08:34:01                    | 5,6 mww   | 10 km | 17° 53′ 31,2″ N, 66° 43′ 19,2″ W | [ 17 ]       |
| 07. Januar 2020 08:50:45                    | 5,0 mww   | 10 km | 17° 56′ 31,2″ N, 66° 40′ 30″ W   | [ 18 ]       |
| 07. Januar 2020 11:18:43                    | 5,6 mwp   | 09 km | 18° 1′ 19,2″ N, 66° 46′ 33,6″ W  | [ 19 ]       |
| 07. Januar 2020 16:27:07                    | 4,6 ml    | 08 km | 17° 57′ 54″ N, 66° 49′ 33,6″ W   | [ 20 ]       |
| 08. Januar 2020 20:04:18                    | 4,7 ml    | 06 km | 17° 54′ 54″ N, 66° 42′ 14,4″ W   | [ 21 ]       |
| 10. Januar 2020 22:26:25                    | 5,2 ml    | 09 km | 17° 56′ 6″ N, 66° 52′ 58,8″ W    | [ 22 ]       |
| 11. Januar 2020 02:28:21                    | 4,8 ml    | 04 km | 17° 59′ 31,2″ N, 66° 47′ 42″ W   | [ 23 ]       |
| 11. Januar 2020 12:54:45                    | 5,9 mwp   | 05 km | 17° 56′ 56,4″ N, 66° 51′ 3,6″ W  | [ 24 ]       |
| 11. Januar 2020 12:56:22                    | 5,2 mb    | 10 km | 17° 49′ 26,4″ N, 66° 47′ 38,4″ W | [ 25 ]       |
| 11. Januar 2020 23:49:40                    | 4,6 ml    | 08 km | 17° 56′ 31,2″ N, 66° 50′ 24″ W   | [ 26 ]       |
| 12. Januar 2020 07:59:56                    | 4,9 ml    | 08 km | 17° 57′ 21,6″ N, 66° 53′ 13,2″ W | [ 27 ]       |
| 12. Januar 2020 10:55:00                    | 4,5 ml    | 07 km | 17° 54′ 10,8″ N, 66° 52′ 37,2″ W | [ 28 ]       |
| 13. Januar 2020 03:05:20                    | 4,5 ml    | 09 km | 17° 57′ 50,4″ N, 66° 48′ 46,8″ W | [ 29 ]       |
| 14. Januar 2020 12:26:41                    | 4,6 ml    | 10 km | 17° 51′ 18″ N, 66° 52′ 8,4″ W    | [ 30 ]       |
| 15. Januar 2020 15:36:23                    | 5,2 mwp   | 05 km | 17° 54′ 57,6″ N, 67° 1′ 1,2″ W   | [ 31 ]       |
| 20. Januar 2020 05:26:19                    | 4,5 ml    | 07 km | 17° 58′ 37,2″ N, 66° 44′ 27,6″ W | [ 32 ]       |
| 20. Januar 2020 09:36:36                    | 4,6 ml    | 07 km | 17° 58′ 30″ N, 66° 45′ 10,8″ W   | [ 33 ]       |
| 20. Januar 2020 15:14:54                    | 4,5 ml    | 14 km | 17° 57′ 43,2″ N, 66° 44′ 34,8″ W | [ 34 ]       |
| 25. Januar 2020 08:00:47                    | 4,5 ml    | 06 km | 17° 55′ 30″ N, 66° 56′ 24″ W     | [ 35 ]       |
| 25. Januar 2020 20:20:38                    | 5,0 ml    | 13 km | 18° 0′ 39,6″ N, 66° 49′ 8,4″ W   | [ 36 ]       |
| 04. Februar 2020 14:45:55                   | 5,0 ml    | 07 km | 17° 50′ 20,4″ N, 66° 52′ 30″ W   | [ 37 ]       |
| 02. Mai 2020 11:13:18                       | 5,4 mwp   | 09 km | 17° 56′ 13,2″ N, 66° 43′ 37,2″ W | [ 38 ]       |
| 02. Mai 2020 11:19:28                       | 4,6 ml    | 07 km | 17° 57′ 3,6″ N, 66° 41′ 52,8″ W  | [ 39 ]       |
| 13. Juni 2020 05:52:34                      | 4,5 ml    | 09 km | 17° 57′ 36″ N, 66° 56′ 49,2″ W   | [ 40 ]       |
| 28. Juni 2020 06:42:42                      | 4,8 ml    | 11 km | 17° 56′ 24″ N, 66° 56′ 31,2″ W   | [ 41 ]       |
| 28. Juni 2020 22:48:49                      | 4,5 ml    | 13 km | 17° 56′ 38,4″ N, 66° 57′ 0″ W    | [ 42 ]       |
| 03. Juli 2020 13:54:50                      | 4,9 mwp   | 06 km | 17° 56′ 38,4″ N, 67° 0′ 14,4″ W  | [ 43 ]       |
| 03. Juli 2020 20:49:45                      | 5,3 mwp   | 03 km | 17° 54′ 0″ N, 67° 0′ 18″ W       | [ 44 ]       |
| 07. August 2020 03:27:00                    | 4,8 ml    | 12 km | 17° 59′ 42″ N, 66° 45′ 39,6″ W   | [ 45 ]       |
| 24. Dezember 2020 16:56:39                  | 4,8 ml    | 10 km | 17° 55′ 58,8″ N, 66° 50′ 42″ W   | [ 46 ]       |
| 24. Dezember 2020 17:33:47                  | 4,7 ml    | 09 km | 17° 56′ 45,6″ N, 66° 50′ 20,4″ W | [ 47 ]       |
| 18. Juli 2021 03:52:25                      | 4,5 ml    | 11 km | 17° 56′ 38,4″ N, 67° 5′ 49,2″ W  | [ 48 ]       |
| 09. April 2023 13:08:56                     | 4,5 ml    | 13 km | 17° 57′ 18″ N, 66° 57′ 7,2″ W    | [ 49 ]       |
| 23. Oktober 2023 12:58:02                   | 4,5 md    | 10 km | 17° 59′ 56,4″ N, 66° 48′ 21,6″ W | [ 50 ]       |
| Karte mit allen Koordinaten: OSM \| WikiMap |           |       |                                  |              |

## Opfer und Schäden

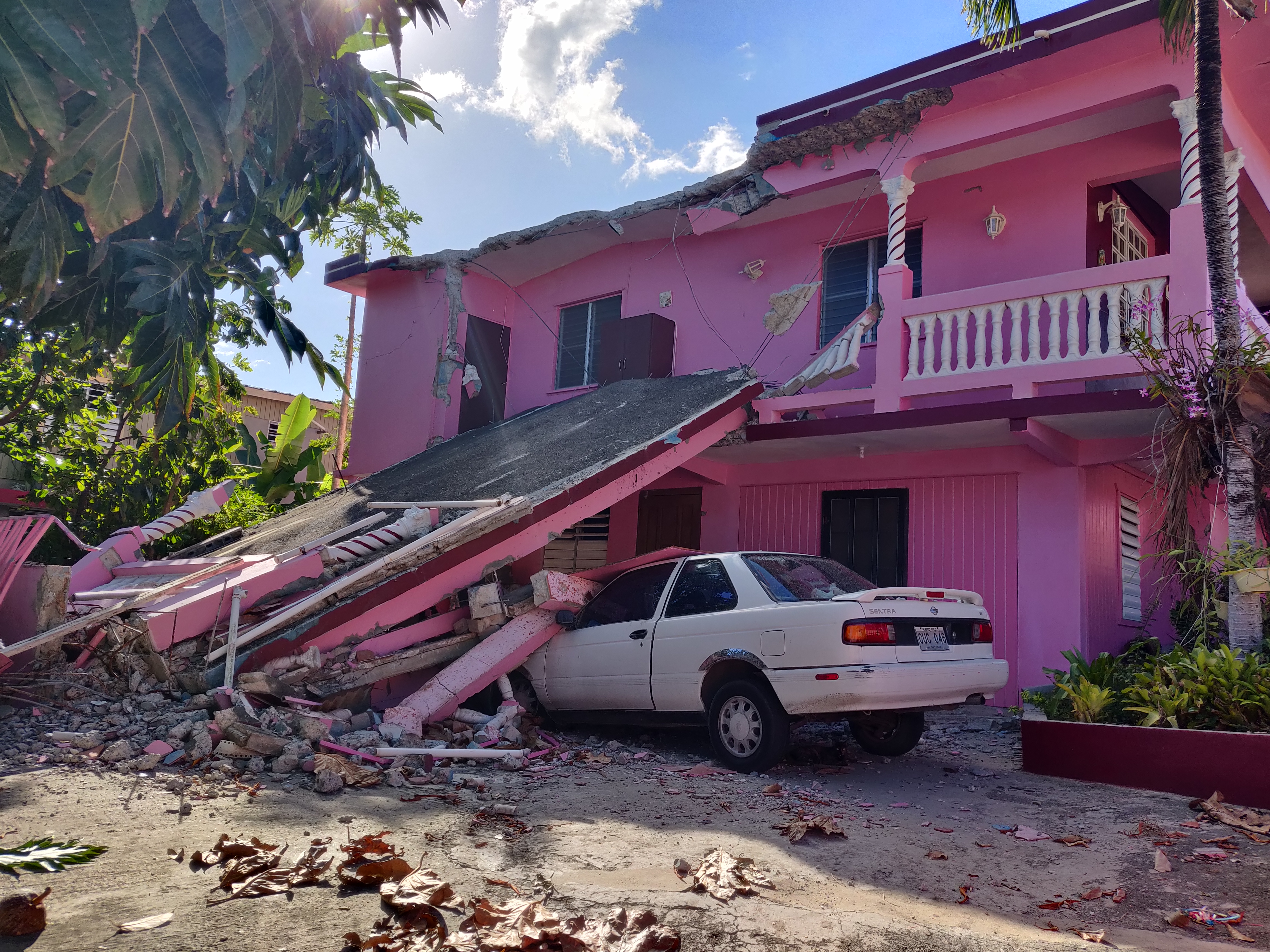
Schäden an einem Haus in Yauco

In Ponce starb ein Mann beim Einsturz einer Wand. Neun weitere Menschen wurden verletzt.
Bei dem Beben wurden zahlreiche Gebäude und Straßen beschädigt. Von eingestürzten Häusern wurden aus Guánica und Guayanilla berichtet. Nach Angaben der puerto-ricanischen Regierung wurden 8300 Häuser beschädigt, 2500 davon so stark, dass sie unbewohnbar wurden.
Das Kraftwerk Central Costa Sur in Guayanilla, das bisher etwa ein Viertel des Stroms der Insel erzeugte, wurde schwer beschädigt, seine Reparatur wird mindestens ein Jahr dauern. Kleinere Schäden traten auch an den Kraftwerken EcoEléctrica in Peñuelas und Palo Seco in Toa Baja auf. Auf der ganzen Insel fiel aufgrund einer automatischen Sicherheitsabschaltung der Strom aus. Am Morgen des 8. Januar hatten wieder 500.000 Haushalte Strom, am 10. Januar waren es 80 Prozent der 1,5 Millionen Stromkunden und am 12. Januar war wieder die ganze Insel mit Strom versorgt. Bei 300.000 Haushalten fiel die Trinkwasserversorgung aus, eine Woche nach dem Beben waren es noch etwas mehr als 15.000 Haushalte.
Fast 8000 Menschen wurden durch das Beben obdachlos. Aus Angst vor Nachbeben verbrachten Zehntausende die Nächte im Freien oder in Autos. Die zahlreichen Nachbeben und Angst vor einem weiteren, großen Erdstoß erzeugen psychische Belastungen in der Bevölkerung, die immer noch nicht alle Folgen des Hurrikans Maria von 2017 bewältigt hatte. Ein Krisenzentrum der Regionalregierung erhielt in den ersten drei Wochen nach dem Erdbeben 29.000 Anrufe.
Gouverneurin Wanda Vázquez rief den Notstand aus. Damit konnte die Nationalgarde zur Unterstützung der Einsatzkräfte mobilisiert werden. Vázquez forderte die Bürger auf, ihre Häuser und Wohnungen zu inspizieren und Schäden zu melden sowie nach ihren Nachbarn zu sehen.

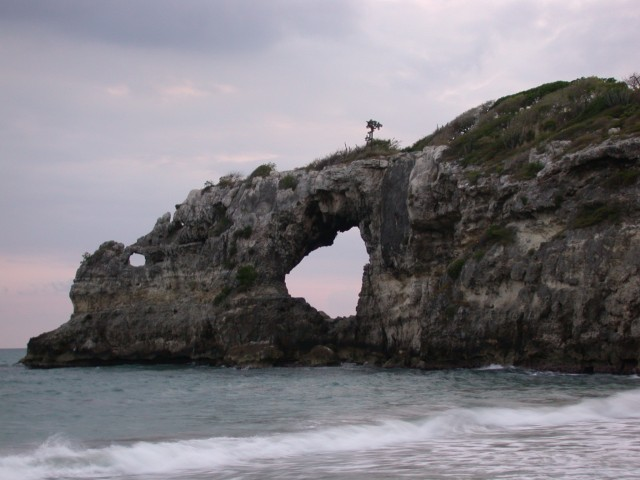
Das am 6. Januar 2020 eingestürzte Brandungstor bei Punta Ventana (Bild von 1999)

Schon bei einem starken Vorbeben am 6. Januar um 06:32 Uhr Ortszeit kam es zu Schäden an mehreren Gebäuden, Erdrutschen und Stromausfällen. Auch das touristisch bedeutsame Brandungstor der Punta Ventana am Strand von Guayanilla, das bereits bei anderen Vorbeben beschädigt worden war, stürzte bei diesem Vorbeben ein.
Beim bislang stärksten Nachbeben am 11. Januar kam es zu weiteren Schäden und erneuten Stromausfällen. Auch ein Nachbeben am 2. Mai verursachte Schäden und Stromausfälle. Bei Nachbeben am 3. Juli wurden Erdrutsche ausgelöst und in Lajas stürzte ein unbewohntes, bereits von früheren Beben beschädigtes Haus ein.
Alle Schulen des Landes blieben längere Zeit geschlossen, um sie auf Schäden zu untersuchen. Zunächst war der Schulbeginn am 13. Januar vorgesehen, der Termin wurde auf 22. Januar, dann auf 27. Januar verschoben. Tatsächlich begann zu diesem Datum der Unterricht nur an 177 der 856 öffentlichen Schulen, keine davon in den Regionen im Süden und Südwesten der Insel. Mindestens 50 Schulen wurden für unsicher erklärt und dürfen überhaupt nicht öffnen. An 51 Schulen sollte der Unterricht am 3. Februar beginnen. Aufgrund der Nachbeben mussten Schulen erneut kontrolliert werden. Etwa 240.000 Schüler hatten Ende Januar keine Möglichkeit, am Unterricht teilzunehmen. Im Februar wurden in weiteren Schulen der Betrieb wiederaufgenommen, allerdings gab das Unterrichtsministerium bekannt, dass ein Viertel der Schulen für den Rest des Schuljahres geschlossen bleiben würde.
Drei Wochen nach dem Hauptbeben waren noch 4600 Menschen in Notunterkünften untergebracht. Viele davon hatten keine Schäden an ihren Häusern gemeldet, sondern blieben dort aus Angst vor Nachbeben. Die Regierung plante bis Ende März die Menschen in ihre Wohnungen oder in dauerhafte Ersatzunterkünfte umsiedeln. Schwer beschädigte Häuser sollten abgerissen werden. Nach einem halben Jahr lebten noch drei Familien in Notunterkünften.

## Hilfe

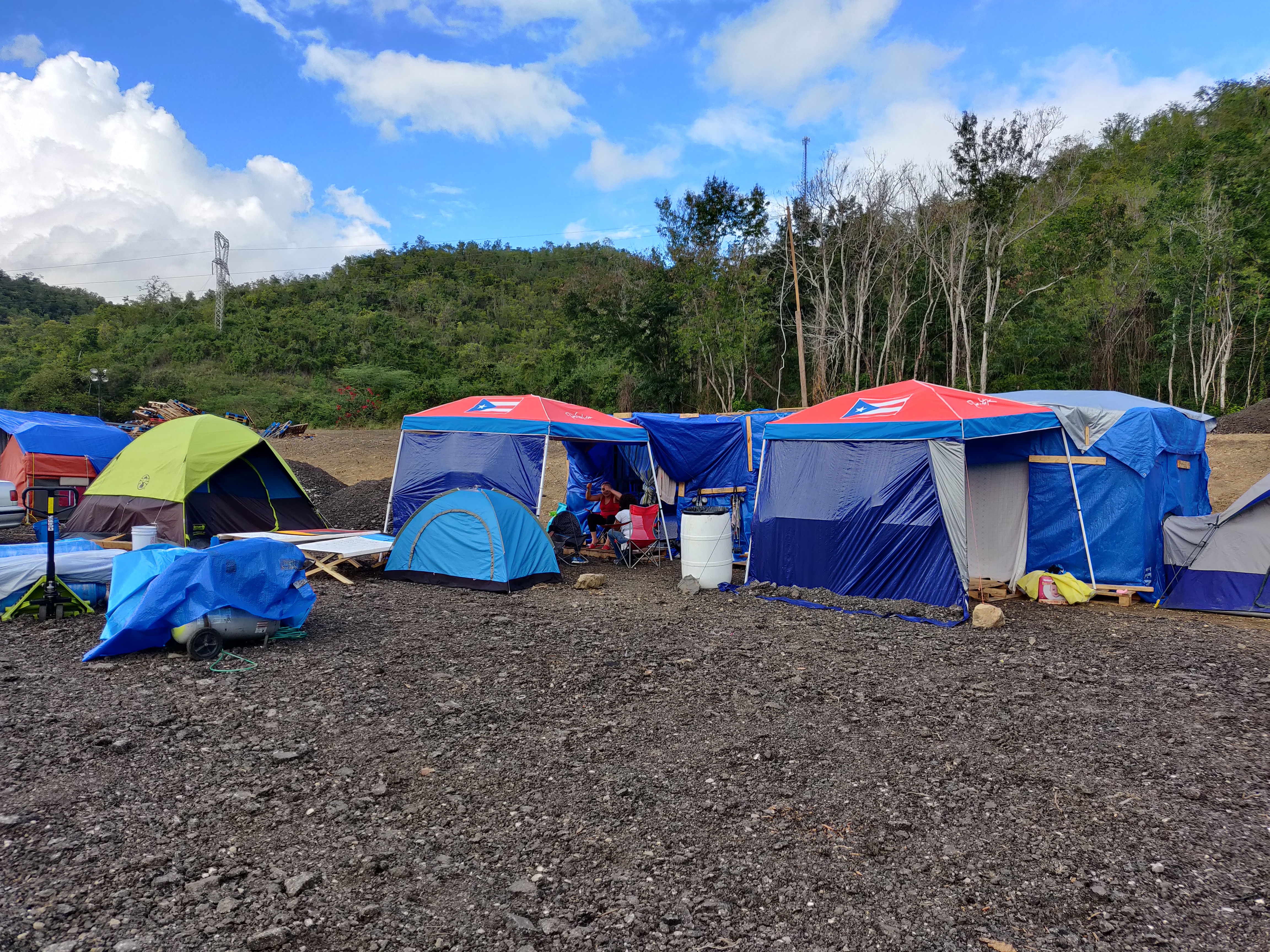
Behelfsmäßiges Zeltlager bei Ponce

Gouverneurin Vázquez trat mit US-Katastrophenschutzbehörde FEMA in Verbindung. Mehrere Abgeordnete und Senatoren des US-Kongresses appellierten an Präsident Donald Trump, Puerto Rico zu unterstützen. Am 7. Januar bestätigte Trump den Notstand auf Puerto Rico, wodurch die Bundesregierung die Regierung des US-Außengebiets bei der Gewährleistung der öffentlichen Sicherheit unterstützen und Finanzmittel bereitstellen kann.
In Folge des starken Nachbebens am 11. Januar beschloss die Regierung Puerto Ricos, die Situation in den Gemeinden Guánica, Guayanilla, Ponce, Peñuelas, Utuado und Yauco als major disaster einstufen zu lassen. Mit dem am 16. Januar erfolgten Einverständnis des Weißen Hauses wurde dadurch zusätzliche Hilfe und Unterstützung auch individueller Betroffener durch die Bundesbehörden ermöglicht.
Über die gegenseitige Notfall-Beistandsvereinbarung Emergency Management Assistance Compact (EMAC) bat Puerto Rico die Bundesstaaten New York und Kalifornien um Unterstützung. Kalifornien entsandte 35 Katastrophenspezialisten, New York 115 Mitglieder der Nationalgarde und Hilfsgüter. Zusätzlich schickte die Stadt New York City 28 Spezialisten nach Puerto Rico. Im Februar entsandte der Bundesstaat Louisiana 23 Spezialisten für den Wiederaufbau.
Das Ministerium für Wohnungsbau und Stadtentwicklung der Vereinigten Staaten gab am 15. Januar 8,2 Mrd. US-Dollar an Hilfsgeldern frei, die der Kongress für den Wiederaufbau nach Hurrikan Maria bewilligt hatte, die aber vom Kabinett Trump monatelang zurückgehalten worden waren. Die Demokraten hatten diese Blockade als illegal bezeichnet und Trump gedrängt, die Mittel freizugeben.

## Belege
1. ↑  B. Benford, C. Demets, E. Calais: GPS estimates of microplate motions, northern Caribbean: Evidence for a Hispaniola microplate and implications for earthquake hazard. In: Geophysical Journal International. Band 191(2), 2012, S. 481–490, DOI:10.1111/j.1365-246X.2012.05662.x.
2. ↑  Kimberly M. S. Cartier: Rare Earthquake Swarm Strikes Puerto Rico. In: eos.org. 9. Januar 2020, abgerufen am 10. Januar 2020 (englisch).
3. 1 2  M 6.4 - 13km S of Indios, Puerto Rico. USGS, abgerufen am 2. Mai 2020 (englisch).
4. 1 2  Magnitude 6.4 Earthquake in Puerto Rico. USGS, 7. Januar 2020, abgerufen am 7. Januar 2020 (englisch).
5. ↑  M 4.7 - 11km SSE of Guanica, Puerto Rico. USGS, abgerufen am 4. Mai 2020 (englisch).
6. ↑  M 5.0 - 9km S of Indios, Puerto Rico. USGS, abgerufen am 4. Mai 2020 (englisch).
7. ↑  M 4.7 - 11km SSE of Maria Antonia, Puerto Rico. USGS, abgerufen am 4. Mai 2020 (englisch).
8. ↑  M 4.5 - 5km SW of Tallaboa, Puerto Rico. USGS, abgerufen am 4. Mai 2020 (englisch).
9. ↑  M 4.7 - 8km S of Indios, Puerto Rico. USGS, abgerufen am 4. Mai 2020 (englisch).
10. ↑  M 5.8 - 9km SE of Indios, Puerto Rico. USGS, abgerufen am 4. Mai 2020 (englisch).
11. ↑  M 4.9 - 8km SSW of Tallaboa, Puerto Rico. USGS, abgerufen am 4. Mai 2020 (englisch).
12. ↑  Esprit Smith: Puerto Rico Quake Damage Visible From Space. NASA, 11. Januar 2020, abgerufen am 11. Januar 2020 (englisch).
13. 1 2 3 4 5  Puerto Rico in state of emergency after most powerful quake in over 100 years. In: theguardian.com. 7. Januar 2020, abgerufen am 8. Januar 2020 (englisch).
14. ↑  Puerto Rico (USA)– 6.4M Earthquake. (PDF; 911 kB) In: reliefweb.int. ERCC, 8. Januar 2020, abgerufen am 9. Januar 2020 (englisch).
15. 1 2  Jonathan Erdman, Ron Brackett: Deadly Magnitude 6.4 Earthquake in Puerto Rico Is Latest in Swarm of Temblors Shaking the Island. In: weather.com. 7. Januar 2020, abgerufen am 7. Januar 2020 (englisch).
16. 1 2  Frances Robles: Months After Puerto Rico Earthquakes, Thousands Are Still Living Outside. In: nytimes.com. 1. März 2020, abgerufen am 4. März 2020 (englisch).
17. ↑  M 5.6 - 11km S of Tallaboa, Puerto Rico. USGS, abgerufen am 4. Mai 2020 (englisch).
18. ↑  M 5.0 - 7km SE of Tallaboa, Puerto Rico. USGS, abgerufen am 4. Mai 2020 (englisch).
19. ↑  M 5.6 - 8km SSW of Tallaboa, Puerto Rico. USGS, abgerufen am 4. Mai 2020(englisch).
20. ↑  M 4.6 - 6km SW of Tallaboa, Puerto Rico. USGS, abgerufen am 4. Mai 2020 (englisch).
21. ↑  M 4.7 - 7km SSE of Tallaboa, Puerto Rico. USGS, abgerufen am 4. Mai 2020 (englisch).
22. ↑  M 5.2 - 5km SE of Maria Antonia, Puerto Rico. USGS, abgerufen am 4. Mai 2020 (englisch).
23. ↑  M 4.8 - 2km S of Magas Arriba, Puerto Rico. USGS, abgerufen am 4. Mai 2020 (englisch).
24. ↑  M 5.9 - 10km SSE of Indios, Puerto Rico. USGS, abgerufen am 4. Mai 2020 (englisch).
25. ↑  M 5.2 - 19km S of Indios, Puerto Rico. USGS, abgerufen am 4. Mai 2020 (englisch).
26. ↑  M 4.6 - 11km SSE of Indios, Puerto Rico. USGS, abgerufen am 4. Mai 2020 (englisch).
27. ↑  M 4.9 - 1km SW of Palomas, Puerto Rico. USGS, abgerufen am 4. Mai 2020 (englisch).
28. ↑  M 4.5 - 10km SSE of Guanica, Puerto Rico. USGS, abgerufen am 4. Mai 2020 (englisch).
29. ↑  M 4.5 - 10km SSE of Indios, Puerto Rico. USGS, abgerufen am 4. Mai 2020 (englisch).
30. ↑  M 4.6 - 24km SSE of Guanica, Puerto Rico. USGS, abgerufen am 4. Mai 2020 (englisch).
31. ↑  M 5.2 - 6km WSW of Guanica, Puerto Rico. USGS, abgerufen am 4. Mai 2020 (englisch).
32. ↑  M 4.5 - 1km S of Tallaboa, Puerto Rico. USGS, abgerufen am 4. Mai 2020 (englisch).
33. ↑  M 4.6 - 8km SSW of Tallaboa, Puerto Rico. USGS, abgerufen am 4. Mai 2020 (englisch).
34. ↑  M 4.5 - 13km S of Tallaboa, Puerto Rico. USGS, abgerufen am 4. Mai 2020 (englisch).
35. ↑  M 4.5 - 13km SSW of Guanica, Puerto Rico. USGS, abgerufen am 4. Mai 2020 (englisch).
36. ↑  M 5.0 - 12km SSE of Indios, Puerto Rico. USGS, abgerufen am 4. Mai 2020 (englisch).
37. ↑  M 5.0 - 20km SSE of Guanica, Puerto Rico. USGS, abgerufen am 4. Mai 2020 (englisch).
38. ↑  M 5.4 - 6km S of Tallaboa, Puerto Rico. USGS, abgerufen am 4. Mai 2020 (englisch).
39. ↑  M 4.6 - 5km SSE of Tallaboa, Puerto Rico. USGS, abgerufen am 4. Mai 2020 (englisch).
40. ↑  M 4.5 - 10km SSW of Guanica, Puerto Rico. USGS, abgerufen am 7. August 2020 (englisch).
41. ↑  M 4.8 - 3km W of Fuig, Puerto Rico. USGS, abgerufen am 7. August (englisch).
42. ↑  M 4.5 - 9km S of Guanica, Puerto Rico. USGS, abgerufen am 7. August 2020 (englisch).
43. ↑  M 4.9 - 5 km SE of La Parguera, Puerto Rico. USGS, abgerufen am 7. August 2020 (englisch).
44. ↑  M 5.3 - 9 km SSE of La Parguera, Puerto Rico. USGS, abgerufen am 7. August 2020 (englisch).
45. ↑  M 4.8 - 2 km SSE of Magas Arriba, Puerto Rico. USGS, abgerufen am 24. Dezember 2020 (englisch).
46. ↑  M 4.8 - 6 km SE of Maria Antonia, Puerto Rico. USGS, abgerufen am 19. Juli 2021 (englisch).
47. ↑  M 4.7 - Puerto Rico region. USGS, abgerufen am 19. Juli 2021 (englisch).
48. ↑  M 4.5 - 6 km WSW of La Parguera, Puerto Rico. USGS, abgerufen am 19. Juli 2021 (englisch).
49. ↑  M 4.5 - Puerto Rico region. USGS, abgerufen am 28. Oktober 2023 (englisch).
50. ↑  M 4.5 - 1 km ENE of Indios, Puerto Rico. USGS, abgerufen am 28. Oktober 2023 (englisch).
51. ↑  Puerto Rico Earthquake Aftermath Worsens; Government Overwhelmed. In: voanews.com. 10. Januar 2020, abgerufen am 10. Januar 2020 (englisch).
52. 1 2  One dead, buildings damaged as quakes strike Puerto Rico. In: cnbc.com. 7. Januar 2020, abgerufen am 7. Januar 2020 (englisch).
53. 1 2  Puerto Rico ruft nach Erdbeben Notstand aus. In: derstandard.at. 7. Januar 2020, abgerufen am 7. Januar 2020.
54. ↑  Puerto Rico power plant damaged in earthquake could be out for "over a year," official says. In: cbsnews.com. 9. Januar 2020, abgerufen am 15. Januar 2020 (englisch).
55. 1 2  Puerto Rico earthquake: Two-thirds of island still without power. In: bbc.com. 9. Januar 2020, abgerufen am 9. Januar 2020 (englisch).
56. 1 2  Joanisabel González: La AEE asegura que la mayoría de sus clientes tendrá luz hoy, pero anticipa apagones selectivos. In: elnuevodia.com. 8. Januar 2020, abgerufen am 8. Januar 2020 (spanisch).
57. ↑  Rafael Lama Bonilla: Se registra un apagón general en Puerto Rico y la central Costa Sur sufre daños. In: elnuevodia.com. 7. Januar 2020, abgerufen am 8. Januar 2020 (spanisch).
58. ↑  PREPA ALERT: Just as anticipated 80.78 percent of customers have electric service … In: twitter.com. Autoridad de Energía Eléctrica, 10. Januar 2020, abgerufen am 10. Januar 2020 (englisch).
59. 1 2  FEMA and other Federal Agencies Supporting Earthquake Response in Puerto Rico. FEMA, 12. Januar 2020, abgerufen am 13. Januar 2020 (englisch).
60. ↑  ACUEDUTOS. Los clientes con servicio de la @ACUEDUCTOSPR son 1,214,251, para un 98.77% … In: twitter.com. NoticiasXtra, 14. Januar 2020, abgerufen am 15. Januar 2020 (englisch).
61. ↑  Puerto Rico Earthquake Situation Report #3. In: reliefweb.int. International Medical Corps, 15. Januar 2020, abgerufen am 16. Januar 2020 (englisch).
62. ↑  Alex Figueroa Cancel: María "Mayita" Meléndez prevé daños multimillonarios en Ponce. In: elnuevodia.com. 9. Januar 2020, abgerufen am 9. Januar 2020 (spanisch).
63. ↑  Nicole Acevedo, Sanda Lilley, Suzanna Gamboa: ’Sad, worried, inconsolable‘: Earthquake triggers anxiety in Puerto Rico, post-Hurricane Maria. In: nbcnews.com. 8. Januar 2020, abgerufen am 11. Januar 2020 (englisch).
64. ↑  Mental health Strain on Puerto Rico. In: mysuncoast.com. 9. Januar 2020, abgerufen am 11. Januar 2020 (englisch).
65. ↑  Alexi C. Cardona: Earthquakes Could Further Traumatize Puerto Ricans, UM Professor Says. In: miaminewtimes.com. 8. Januar 2020, abgerufen am 11. Januar 2020 (englisch).
66. 1 2  Dánica Coto: Puerto Rico seeks housing after quake affects 1,690 homes. In: apnews.com. 28. Januar 2020, abgerufen am 30. Januar 2020 (englisch).
67. ↑  Ausnahmezustand nach Erdbeben in Puerto Rico. In: orf.at. 7. Januar 2020, abgerufen am 8. Januar 2020.
68. ↑  Puerto Rico earthquake: Punta Ventana collapses as powerful tremor hits. In: bbc.com. 6. Januar 2020, abgerufen am 7. Januar 2020 (englisch).
69. ↑  Dánica Coto: Magnitude 5.9 shock rocks quake-stunned Puerto Rico. In: apnews.com. 11. Januar 2020, abgerufen am 11. Januar 2020 (englisch).
70. ↑  Nicole Acevedo: 5.4-magnitude earthquake hits near Puerto Rico. In: nbcnews.com. 2. Mai 2020, abgerufen am 2. Mai 2020 (englisch).
71. 1 2  Dánica Coto: 2 tremors shake Puerto Rico, latest in series of quakes. In: apnews.com. 4. Juli 2020, abgerufen am 4. Juli 2020 (englisch).
72. ↑  Leysa Caro González: Sorprendidos en Guánica por el derrumbe de escuela intermedia. In: elnuevodia.com. 7. Januar 2020, abgerufen am 7. Januar 2020 (spanisch).
73. ↑  Robby Cortés: BREAKING: @EDUCACIONPR anuncia que las clases en el sistema público de enseñanza comenzarán el 22 de enero … In: twitter.com. 10. Januar 2020, abgerufen am 10. Januar 2020 (spanisch).
74. ↑  Dánica Coto: Puerto Rico opens only 20% of schools amid ongoing quakes. In: apnews.com. 28. Januar 2020, abgerufen am 28. Januar 2020 (englisch).
75. ↑  Keila López Alicea: Educación autoriza la apertura de 109 escuelas públicas adicionales. In: elnuevodia.com. 6. Februar 2020, abgerufen am 7. Februar 2020 (spanisch).
76. ↑  El gobierno debe actuar para promover estabilidad. In: elnuevodia.com. 7. Februar 2020, abgerufen am 7. Februar 2020 (spanisch).
77. 1 2  Gerardo E. Alvarado León: Puerto Rican government will request a major disaster declaration. In: elnuevodia.com. 11. Januar 2020, abgerufen am 12. Januar 2020 (englisch).
78. ↑  Sharon Minelli Pérez: Governor Wanda Vázquez requested a Major Disaster Declaration. In: elnuevodia.com. 16. Januar 2020, abgerufen am 16. Januar 2020 (englisch).
79. ↑  President Donald J. Trump Approves Puerto Rico Disaster Declaration. (Memento des Originals vom 16. Januar 2020 im Internet Archive)  Info: Der Archivlink wurde automatisch eingesetzt und noch nicht geprüft. Bitte prüfe Original- und Archivlink gemäß Anleitung und entferne dann diesen Hinweis. In: whitehouse.gov. 16. Januar 2020, abgerufen am 16. Januar 2020 (englisch).
80. ↑  Ray Sanchez: NY governor visits Puerto Rico, authorizes deployment of 115 National Guard to island as temblors continue. In: cnn.com.  14. Januar 2020, abgerufen am 15. Januar 2020 (englisch).
81. ↑  Louisiana Sends Resources to Assist Puerto Rico. In: louisiana.gov. 5. Februar 2020, abgerufen am 7. Februar 2020 (englisch).
82. ↑  Katy O’Donnel: Trump to lift hold on $8.2B in Puerto Rico disaster aid. In: politico.com. 15. Januar 2020, abgerufen am 15. Januar 2020 (englisch).
83. ↑  Brakkton Booker: Months After Blowing Deadline, Trump Administration Lifts Hold On Puerto Rico Aid. In: npr.org. 15. Januar 2020, abgerufen am 16. Januar 2020 (englisch).